# Geeraard Van Den Daele

Geeraard Van Den Daele

Geeraard Léonce (Gerard) Van den Daele (Kortrijk, 21 juli 1908 – Gent, 1 oktober 1984) was een Belgisch politicus voor de CVP.

## Levensloop
Geeraard Van den Daele behaalde het diploma van sociaal assistent aan de Sociale School van Heverlee. Via de Centrale Examencommissie werd hij in 1935 doctor in de rechten en via de Rijksuniversiteit van Gent werd hij licentiaat in de bestuurswetenschappen (1941), het notariaat (1942) en de politieke wetenschappen (1942).
Beroepshalve werd Van den Daele sociaal adviseur. Via deze functie werd hij tevens adjunct-secretaris van het Werkersverbond van het arrondissement Gent, secretaris van het Gewestelijke Vakverbond van het arrondissement Gent en adjunct-secretaris van de ACW-afdeling in het arrondissement Brussel. Van 1960 tot 1974 was hij ook voorzitter van de ACW-afdeling van het arrondissement Gent, waarvan hij eerder van 1934 tot 1960 de secretaris was. Tijdens de Tweede Wereldoorlog was hij actief in de clandestiene sociale werking.
Na de Tweede Wereldoorlog trad hij toe tot de CVP, waar hij behoorde tot de Vlaamsgezinde ACW-strekking. Voor deze partij zetelde hij van 1946 tot 1965 namens het arrondissement Gent-Eeklo in de Kamer van volksvertegenwoordigers en vervolgens van 1965 tot 1971 voor hetzelfde arrondissement in de Belgische Senaat. Als parlementslid hield hij zich voornamelijk bezig met arbeid, sociale voorzorg, openbare werken, volksgezondheid en binnenlandse zaken. Bovendien zetelde hij van 1961 tot 1964 en van 1965 tot 1966 in de Raadgevende Interparlementaire Beneluxraad en van 1950 tot 1954 was Van den Daele eveneens minister van Arbeid en Sociale Voorzorg in de Regering-Pholien en de Regering-Van Houtte.
In de Kamer was Van den Daele voorzitter van de Vlaamse CVP-Kamergroep. In deze functie verzette hij zich in 1961 tegen het regeringsprogramma van premier Théo Lefèvre. Hij vond dat het programma te weinig waarborgen bood voor de Vlaamse problemen en dan vooral betreffende de verbetering van de taalverhoudingen. Omdat de Kamergroep hem niet volgde, nam Van Den Daele ontslag als voorzitter. Ook verzette hij zich tegen de taalwet van 1962 en was hij een radicaal tegenstander van het faciliteitenstelsel in de Brusselse randgemeenten. Hij bestreed eveneens de grondwetsherziening van 1970, die volgens hem naar een drieledige federale staat leidde, bestaande uit Vlaanderen, Brussel en Wallonië.
In 1958 werd hij verkozen tot gemeenteraadslid van de stad Gent, waar hij van 1959 tot 1970 schepen van de Haven, Economische Expansie, Gas-, Elektriciteit en Watervoorzieningsdiensten was. Als havenschepen speelde hij een heel belangrijke rol bij het zoeken van een vestigingsplaats voor Volvo Cars Gent. Daarna was hij van 1971 tot 1976 burgemeester van Gent in een CVP-BSP-coalitie.

## Publicatie
- De Gentsche Textielnijverheid, sociale toestanden, 1929.
- De achterstand der Vlamingen in de Belgische administratie, 1950.

## Eerbetoon
Geeraard Van den Daele ontving volgende eretekens:
- Grootkruis in de Kroonorde
- Grootofficier in de Leopoldsorde
- Herinneringsmedaille 1940-1945
- Medaille van de Weerstand 1940-1945
- Burgerlijke medaille Eerste Klasse
- Grootkruis in de Orde van Oranje Nassau (Nederland)
- Grootofficier in de Orde van de Ster van de Italiaanse Solidariteit (Italië)
- Commandeur in de Orde van het Britse Rijk (Verenigd Koninkrijk)